# Yttre Joranträsket
Yttre Joranträsket är en sjö i Storumans kommun i Lappland och ingår i Umeälvens huvudavrinningsområde. Sjön har en area på 1,74 kvadratkilometer och ligger 348,1 meter över havet. Sjön avvattnas av vattendraget Joranbäcken.

## Delavrinningsområde
Yttre Joranträsket ingår i det delavrinningsområde (720434-157941) som SMHI kallar för Utloppet av Yttre Joranträsket. Medelhöjden är 365 meter över havet och ytan är 5,84 kvadratkilometer. Räknas de 3 avrinningsområdena uppströms in blir den ackumulerade arean 103,65 kvadratkilometer. Joranbäcken som avvattnar avrinningsområdet har biflödesordning 2, vilket innebär att vattnet flödar genom totalt 2 vattendrag innan det når havet efter 227 kilometer. Avrinningsområdet består mestadels av skog (70 procent). Avrinningsområdet har 1,73 kvadratkilometer vattenytor vilket ger det en sjöprocent på 29,7 procent.